# 烏爾克河
烏爾克河（法語：Ourcq，法語：[uʁk] ⓘ）是法國的河流，屬於马恩河的右支流，河道全長86.5公里，發源自龙谢尔附近，流經塔德努瓦地区费尔、米隆堡、乌尔克河畔马勒伊、烏爾克河畔克魯伊，河口處在乌尔克河畔利济附近。

## 外部連結
- http://www.geoportail.fr （页面存档备份，存于）
- The Ourcq at the Sandre database